# Гай Фонтей Агрипа (консул 58 г.)
Вижте пояснителната страница за други личности с името Агрипа.
Гай Фонтей Агрипа (на латински: Gaius Fonteius Agrippa; * 15 г.; † 70 г., Мизия) e римски политик и суфектконсул през 58 г. Син е на претор Фонтей Агрипа.

## Политическа кариера
През май и юни 58 г. Фонтей Агрипа e суфектконсул след Нерон заедно с Марк Валерий Месала Корвин. От 66 до 68 г. e curator aquarum за водоснабдяването на Рим. През 68 г. e една година проконсул на провинция Азия.
През 69 г. император Веспасиан го назначава за императорски легат с преториански пълномощия (legatus Augusti pro praetore) и го изпраща в Мизия, за да се занимава с навлезлите там през Дунав скитски сармати. Гай Фонтей Агрипа пада убит в Мизия, след което Веспасиан изпраща там Рубрий Гал за наказание и подчинение на сарматите.